# 닉 조너스
닉 조너스(Nick Jonas, 1992년 9월 16일 - )는 미국의 싱어송라이터 및 배우로, 밴드 조나스 브라더스의 일원이다.

## 음반 목록

### 솔로 앨범
- Nicholas Jonas (2005)
- Nick Jonas (2014)
- Last Year Was Complicated (2016)

## 영상 목록

### 영화
- 한여름 밤의 유혹 (2015)
- 쥬만지: 넥스트 레벨 (2019) - 앨릭스 역
- 미드웨이 (2019) - 브루노 역
- 카오스 워킹 (2021) - 데이비 프렌티스 주니어 역
- 더 굿 하프 (2023) - 렌 휠랜드 역

### 텔레비전
- 조나스 LA에 가다 (2009-10)